# 高寨街道
高寨街道，是中华人民共和国青海省海东市互助土族自治县下辖的一个乡镇级行政单位。
2021年11月29日，青海省人民政府批准高寨镇撤镇设街道，同时红崖子沟乡部分辖区并入高寨街道。

## 交通
- 西宁曹家堡机场
- 兰青铁路，在曹家堡设火车站
- 京藏高速

## 行政区划
高寨街道下辖以下地区：
高寨镇社区、曹家堡村、东村村、东庄村、北庄村、西湾村、西庄村、中村村、西村村、上寨村、下寨村、小寨村、星家村、站家村、白马村、小红沟村。